# Machland Nord
Machland Nord ist ein im Antragsstadium befindliches oberösterreichisches Naturschutzgebiet im Machland und im Strudengau zwischen Mitterkirchen und Hirschenau an der Grenze zu Niederösterreich nördlich der Donau.
In der Region wird bis 2015 das größte Hochwasserschutzprojekt Österreichs und Mitteleuropas, das Hochwasserschutzprojekt Machland Nord (auch Machlanddamm genannt) errichtet. Da in der Region Biber heimisch sind, kann es dort, wo der Damm in der Nähe von Biberrevieren gebaut wird, zur Gefährdung der Standfestigkeit des Damms durch Biberbau und Röhren kommen.
Mehr als 57 Quadratkilometer des ober- und niederösterreichischen Machlands wurden von Birdlife Österreich als Important Bird Area erklärt. Unter anderem hat das Blaukehlchen dort die größte Verbreitung Österreichs.
Die Landnutzung in Form der Land- und Forstwirtschaft, Jagd, Fischerei sowie Wirtschafts- und Freizeitnutzung in dem zukünftigen Europaschutzgebiet (FFH-Gebiet) wird dann entsprechend den diesbezüglichen Richtlinien geregelt und teilweise eingeschränkt werden.
Durch das Landschaftsschutzgebiet führen der Donauradweg und der Donausteig.

## Ausdehnung und Überblick über Vegetation und Lebensräume
Im Westen reicht das geplante Europaschutzgebiet bis zum Kraftwerk Wallsee-Mitterkirchen und im Osten bis zur Landesgrenze Oberösterreichs zu Niederösterreich in Hirschenau. Im Süden bildet die Donau beziehungsweise die Landesgrenze zu Niederösterreich die Abgrenzung zum Naturschutzgebiet Machland Süd. Während im östlichen Teil das Donauufer den schützenswerten Bereich eingrenzt, endet dieser ab Dornach an der Terrassenkante von der Austufe zur Niederterrasse. In Richtung Kraftwerk Wallsee-Mitterkirchen bildet der Hüttinger Altarm die Nordgrenze.
Die Austufe ist von einem breiten Auwaldgürtel geprägt. Auf der Niederterrasse wird dieser von Acker- und Wiesenflächen aufgelockert. Im Auwald befinden sich Reste von Silberweidenauen und zahlreiche Auegewässer. Es findet eine intensive ackerbauliche Nutzung statt.
Die hochwertigsten Lebensräume aus der Sicht des Naturschutzes sind die Magerwiesen und Halbtrockenrasen auf der Terrassenböschung. In den Niederungen der Donauzubringer Aist, Naarn und Mettensdorfer Mühlbach sind Waldreste und landwirtschaftliche Flächen nebeneinander zu finden.

## Flora und Fauna

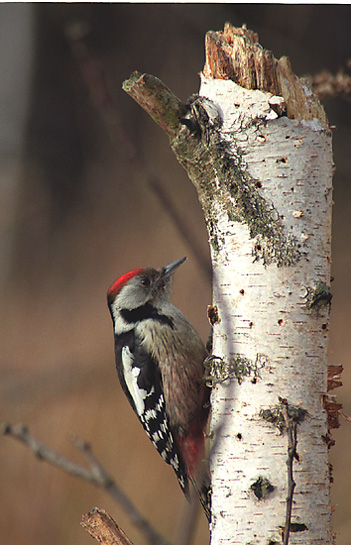
Mittelspecht

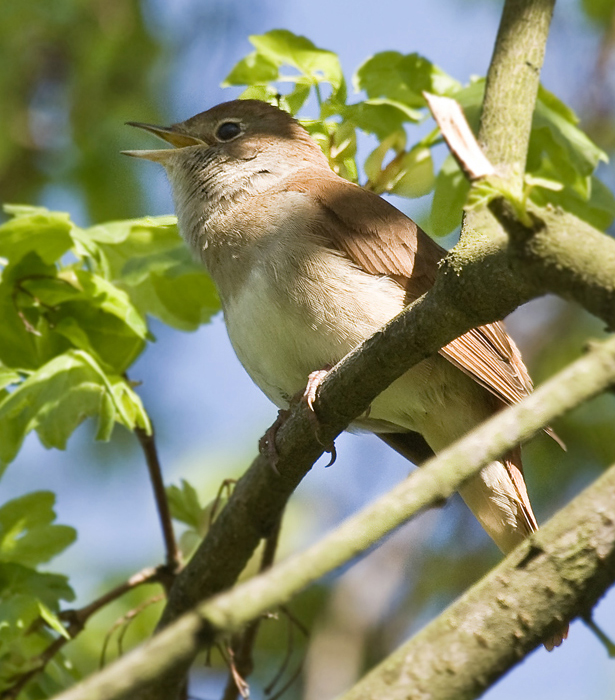
Nachtigall

Die Region Machland Nord ist ein bedeutender Lebensraum für mehr als einhundert Brutvogelarten und als Rast- und Überwinterungsgebiet von Bedeutung:
- Es ist eines der wenigen Brutvorkommen des Mittelspechtes und das aktuell einzige Brutvorkommen der Nachtigall in Oberösterreich.
- Man findet eine vielfältige Amphibienfauna mit 13 verschiedenen Arten wie Gelbbauchunke, Kammmolch, Knoblauchkröte und Wechselkröte.
- Fischarten wie Bitterling und Karausche sind typische Fischarten für Altwässer. Vom Aussterben bedrohte Fischarten wie Streber und Schlammpeitzger sind in der Gegend heimisch.
- Stark gefährdete Nachtfalterarten wie die Pappelglucke sind feststellbar.
- Biber und Fischotter sind in den Auen und Altwässern beheimatet.
- Das Vorkommen der Fransenfledermaus ist bemerkenswert.

Die Region Machland Nord verfügt über eine hohe Artenvielfalt im Augebiet und auf den trockenen Terrassenböschungen.
- Zu den besonders gefährdeten Arten zählen in den Altarmen des Augebietes die Schwanenblume und das Spitzblatt-Laichkraut.
- In den Auwäldern besteht ein seltenes Vorkommen der Osterluzei.
- Auf den sumpfigen Wiesen sind Kamm-Segge und Röhrichte zu finden.
- Auf den nährstoffarmen Wiesen der Niederterrassenböschung tritt der Feld-Mannstreu auf.

## Naturschutzaktivitäten

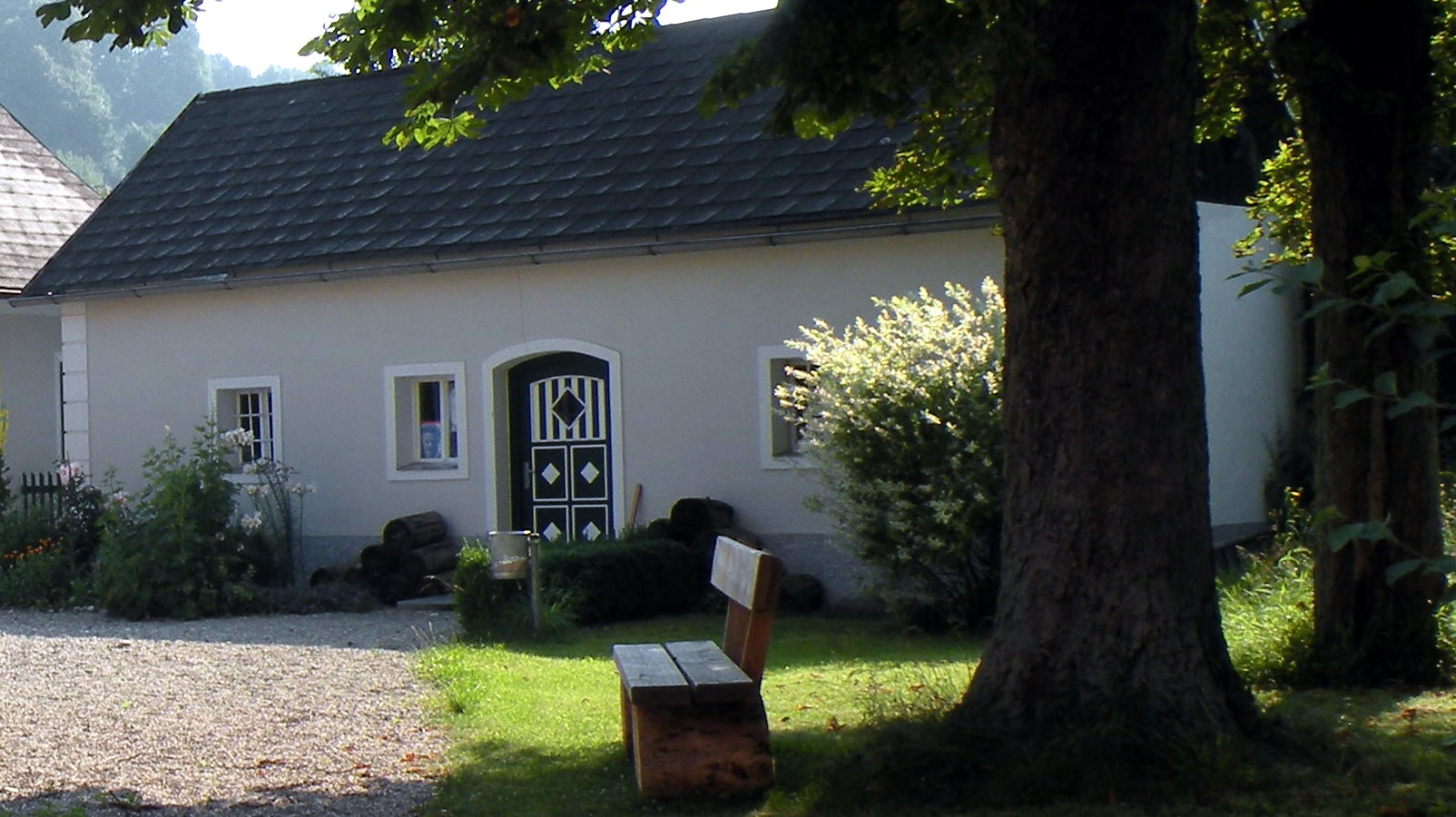
Naturinformationszentrum Saxen (NIZ)

In der Region Machland Nord ist die Regionalgruppe Machland des oberösterreichischen Naturschutzbundes seit 2004 aktiv. In Saxen wurde ein Naturinformationszentrum eingerichtet.
Schwerpunkte sind insbesondere Artenschutzprojekte, die Errichtung eines Naturwirtschaftshofes, die Mitarbeit bei Umsetzungsmaßnahmen nach der Wasserrahmenrichtlinie, die Mitarbeit beim Hochwasserschutzprojekt Machland, das E-Learning-Projekt Ökologie in der Au, Bildungsarbeit und Bewusstseinsbildung, der Betrieb des Naturinformationszentrums in Saxen und anderes mehr.
Konkrete laufende Projekte:
- Artenhilfsprojekt Eulen und Fledermäuse in der Kulturlandschaft
- Naturwirtschaft Mühlbergerhof
- Renaturierung Donauauen mit Aicherbauernlacke
- Flussperlmuschelschutz Gießenbach
- Ökostation Dornach
- Naturstiftungs-Fond Entenlacke
- Amphibienzaunbetreuung im Wetzelsdorf an der B 3 (Donau Straße)
- Neuschaffung von Laichgewässern für die Gelbbauchunke im Stillen Tal bei Bad Kreuzen
- Anbieten von geführten Biberwanderungen und vogelkundlichen Führungen

## Auszeichnung
- Oberösterreichischer Landespreis für Umwelt und Natur (2010)